# Chasme jucunda
Chasme jucunda är en skalbaggsart som beskrevs av Louis Albert Péringuey 1902. Chasme jucunda ingår i släktet Chasme och familjen Melolonthidae. Inga underarter finns listade i Catalogue of Life.